# Auzay
Auzay là một xã ở tỉnh Vendée trong vùng Pays de la Loire, Pháp. Xã này có diện tích kilômét vuông, dân số năm 2006 là người. Xã này nằm ở khu vực có độ cao từ 1-52 mét trên mực nước biển.
Danh xưng dân địa phương trong tiếng Pháp là Auzaciens .

## Biến động dân số
| Năm | 1962 | 1968 | 1975 | 1982 | 1990 | 1999 | 2006 |
| --- | ---- | ---- | ---- | ---- | ---- | ---- | ---- |
| Dân số | 402  | 412  | 417  | 473  | 452  | 522  | 576  |
| From the year 1962 on: No double counting—residents of multiple communes (e.g. students and military personnel) are counted only once. |      |      |      |      |      |      |      |